# Чуев, Сергей Геннадьевич
Серге́й Генна́дьевич Чуев (род. 1971, Москва) — российский историк-публицист, автор работ по истории спецслужб, специализирующийся в области истории Второй мировой войны.

## Биография
В 1996 году окончил Московский государственный институт культуры по специальности «Библиография и библиотековедение», в 2001 году — Университет Российской академии образования по специальности «Гражданское право. Юриспруденция».
С 1993 по 2003 год служил в таможенных органах Российской Федерации (майор таможенной службы).
Автор шести книг (в том числе две в соавторстве). Одна из книг, «Спецслужбы Третьего Рейха» (в двух томах), посвящена деятельности Абвера и Главного управления имперской безопасности (РСХА) против СССР. В частности, представлена информация о коллаборационистской Русской освободительной армии, 29-й гренадерской дивизии СС «РОНА», 14-й гренадерской дивизии СС («Галичина»), формированиях Белорусская краевая оборона, Туркестанский легион, пронацистских диверсионных подразделениях и полиции.

## Научная и литературная деятельность

### Книги
- Чуев С. Г. Проклятые солдаты. Предатели на стороне III рейха. — М.: Эксмо, 2004. — 5100 экз. — ISBN 5-699-05970-9.
- Чуев С. Г. Власовцы - пасынки Третьего Рейха. — М.: Эксмо, 2006. — 640 с. — 4000 экз. — ISBN 5-699-14989-9.
- Чуев С. Г. Спецслужбы Третьего Рейха: Книга I. — М., СПб.: Нева, ОЛМА-ПРЕСС Образование, 2003. — 383 с. — 5000 экз. — ISBN 5-7654-2821-5. — ISBN 5-7654-2826-6. — ISBN 5-94849-253-2. — ISBN 5-94849-471-3.
- Чуев С. Г. Спецслужбы Третьего Рейха: Книга II. — М., СПб.: Нева, ОЛМА-ПРЕСС Образование, 2003. — 448 с. — 5000 экз. — ISBN 5-7654-2821-5. — ISBN 5-7654-2831-2. — ISBN 5-94849-253-2. — ISBN 5-94849-466-7.
- Чуев С. Г. Украинский легион. — М.: Яуза, 2006. — 560 с. — (На стороне Третьего рейха). — 5000 экз. — ISBN 5-87849-210-5.
- Мадер Ю., Прохоров Д., Чернявский В., Чуев С. Г. Диверсанты Третьего Рейха. — М.: Эксмо, Яуза, 2003. — 416 с. — (Командос). — 6000 экз. — ISBN 5-699-03352-1.
- Мадер Ю., Чернявский В.,  Чуев С. Г. Отто Скорцени – диверсант №1. Взлет и падение гитлеровского спецназа. — Яуза-Пресс, 2013. — 328 с. — (Спецназ Гитлера). — 3000 экз. — ISBN 978-5-9955-0498-6.
- Чуев С.Г. Абвер. Восточный фронт. Люди. Структуры. Документы. - М.: Родина, 2024. - 200 экз. - ISBN 978-5-00222-321-3

### Избранные статьи

#### Научные
- Чуев С. Атаман Тарас Бульба-Боровец и «Полесская Сечь» // Обозреватель : журнал. — 2003. — № 3(158). — ISSN 2074-2975. Архивировано 26 марта 2017 года.
- Чуев С. Г. "Бригада Родионова, получившая название 1-й антифашистской партизанской бригады..." // Военно-исторический журнал. — 2003. — № 12. — С. 20—23. — ISSN 0321-0626.
- Чуев С. Кавказ 1941-1945. Война в тылу // Обозреватель : журнал. — 2002. — № 2(145). — ISSN 2074-2975. Архивировано 19 мая 2014 года.
- Чуев С. Татарский коллаборационизм в Великой Отечественной войне // Обозреватель : журнал. — 2002. — № 5—6(148—149). — ISSN 2074-2975. Архивировано 4 марта 2016 года.

#### Популярные
- Чуев С. Г. «Бригада «Дружина»—единожды предав...» // Военно-исторический архив : журнал. — 2002. — № 6(30). — С. 134—145. — ISSN 1606-0219.
- Чуев С. Г. Гемфуртские сироты или неизвестное «чудо-оружие» Третьего Рейха // Солдат удачи : журнал. — 2002. — № 4(91). — С. 29—31. — ISSN 0201-7121.
- Чуев С. Г. Бранденбург-800 // Солдат удачи : журнал. — 2002. — № 9(96). — С. 23—25. — ISSN 0201-7121.
- Чуев С.. Казачьи формирования немецких спецслужб : [арх. 6 октября 2015] // Станица : журнал. — 2002. — № 7(38) (июнь).
- Чуев С. Предприятие «Цеппелин» против СССР // Военно-исторический архив : журнал. — 2003. — № 2. — ISSN 1606-0219.
- Чуев С. Разведывательные и диверсионные школы Абвера // Военно-исторический архив : журнал. — 2002. — № 8—10. — ISSN 1606-0219.
- Чуев С. Спецназ Гитлера // Военно-исторический архив : журнал. — 2003. — № 8. — ISSN 1606-0219.